# Tomo Miličević
Tomislav "Tomo" Miličević (Sarajevo, 3. rujna 1979.), mlađi brat manekenke/glumice Ivane Miličević, trenutno je glavni gitarist losanđeleske rock skupine 30 Seconds to Mars. Podrijetlom je iz Sarajeva. Živi u Los Angelesu.

## Obitelj
Tomini roditelji, Tonka i Damir Miličević, su se kada je Tomo bio u trećem razredu osnovne škole preselili u Troy, Michigan nadajući se boljem životu. Sam Tomo je o tome jednom prigodom rekao: "...Sa šesnaest godina bih bio u vojsci, a sa sedamnaest bih već bio na ratištu." Kad je navršio osamnaest godina, njegovi su roditelji već bili otvorili restoran u Los Angelesu. Kao tinejdžer je, stojeći ispred očeve radnje u Michiganu, dobio u nogu zalutali metak. Govoreći kasnije o tome rekao je: "Nisam ništa osjetio, nego sam samo spustio pogled te se, vidjevši da krvarim, nasmijao." Želio je zadržati metak, ali mu to u bolnici nisu dopustili.

## Glazbena karijera
Tomo je učio za koncertnog violinista; violinu je počeo svirati s tri godine i svirao ju je sve dok nije napunio devetnaest. Tada je otkrio heavy metal. Rekao je ocu kako želi svirati gitaru, pa su zajedno načinili jednu. Njegov stric, Željko "Bill" Miličević, je virtuoz na violini. Tomo godinama profesionalno svira gitaru. Sa sedamnaest godina je počeo skladati.
Miličević svoju glazbu opisuje kao rock, a na njega su utjecali Led Zeppelin, Deep Purple, Metallica u vrijeme albuma Kill 'Em All, The Who, Alice in Chains i Slayer.
Pohađao je kuharsku školu i diplomirao kao glavni kuhar i konditor. Glazba je, međutim, ostala njegova istinska strast. Jedno je vrijeme svirao u mjesnom sastavu iz Michigana, imenom Morphic.
Nakon toga je definitivno odlučio da se prestane baviti glazbom i proda sve instrumente. Upravo mu je tada Shannon Leto rekao za audiciju za sastav 30 Seconds to Mars (Solon Bixler je napustio sastav). Tomo je od samih početaka i bio jedan najvećih obožavatelja sastava. U konkurenciji od 200 glazbenika izabran je ponajprije zbog talenta, ali i zbog brižljivosti i osobnosti. Pet dana nakon toga, 3. veljače 2003., s članovima sastava Jaredom Letoom, Shannonom Letoom i Mattom Wachterom je svirao u emisiji The Late Late Show with Craig Kilborn.
Gitaru koju je načinio s ocem koristio je pri snimanju drugog albuma sastava 30 Seconds to Mars, naslovljenog A Beautiful Lie, u pjesmi "A Modern Myth". U intervjuu nakon snimanja je rekao kako je nazvao oca da mu kaže da je koristio gitaru.

## Instrumenti
- Gitara: Gibson Les Paul Custom
- Pickups: 490R Alnico magnet humbucker, 498T Alnico magnet humbucker
- Tuners: Grover Keystone

## Diskografija
- 2005. - A Beautiful Lie
- 2009. - This is War

## Zanimljivosti
- Tomo je ljevoruk, ali gitaru svira desnom rukom.[5]
- Pohađao srednju školu Athens High School u mjestu Troy, Michigan.[5]
- Osim sestre Ivane ima i brata Filipa.[5]
- Diplomirani je glavni kuhar i konditor. Unotoč tomu nikada nije ništa kuhao ostalim članovima sastava.[2][5]
- Tvrdio je da je prvi koncert na kojem je bio koncert Nirvane, ali kasnije je u intervjuima govorio kako to "zapravo nije istina... Mislim da je to bila Paula Abdul i Living Colour".[4][5]

## Vanjske poveznice
- Službena stranica sastava 30 Seconds to Mars (engl.)
- 30 Seconds to Mars MySpace (engl.)
- Službena stranica albuma A Beautiful Lie (engl.)